# Zonosaurus tsingy
Zonosaurus tsingy е вид влечуго от семейство Gerrhosauridae. Видът не е застрашен от изчезване.

## Разпространение и местообитание
Разпространен е в Мадагаскар.
Обитава скалисти райони, гористи местности и национални паркове.

## Описание
Популацията на вида е стабилна.